# Kriegerdenkmal Dieskau

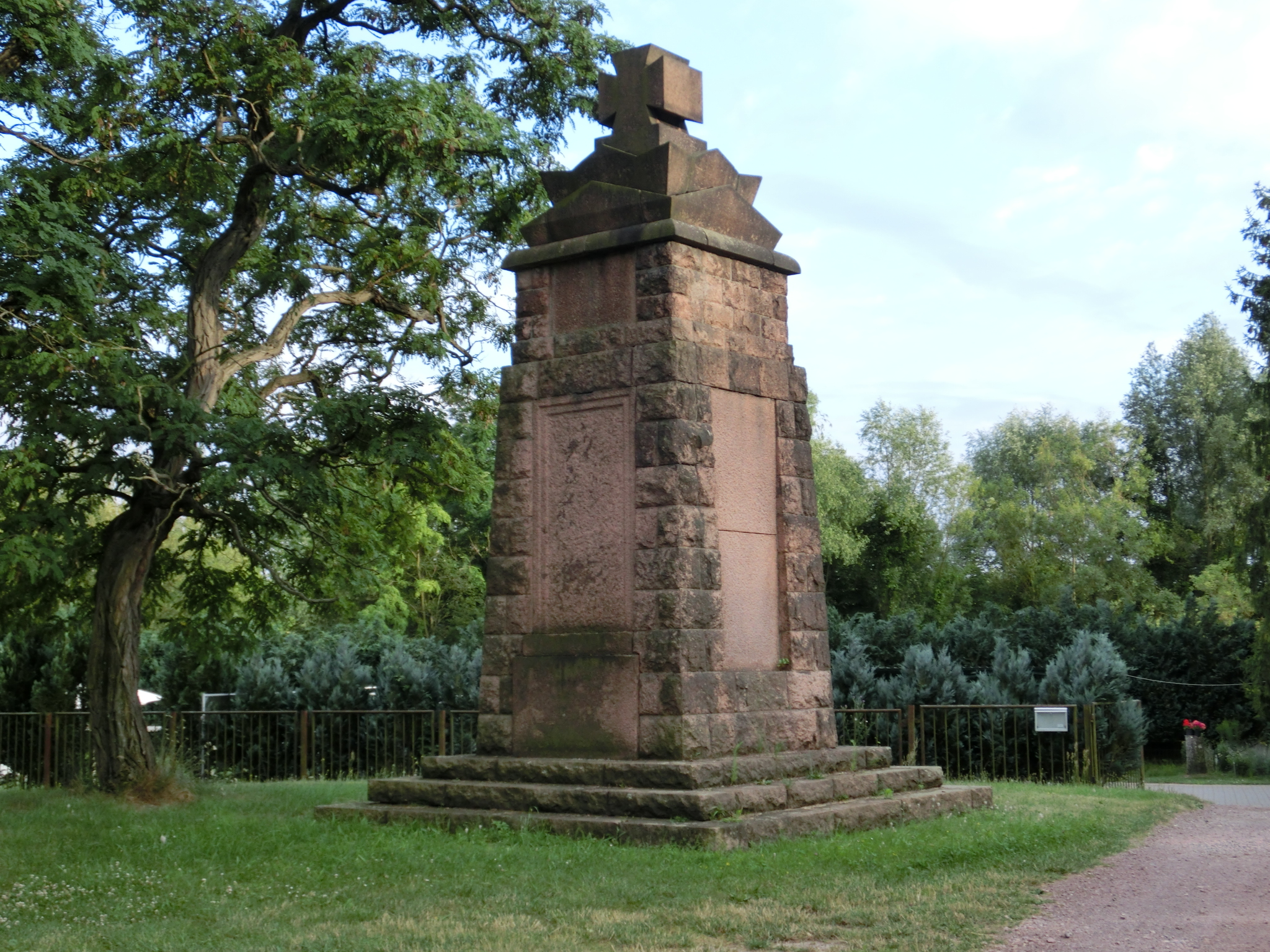
Ansicht von Nordwesten

Das Kriegerdenkmal Dieskau befindet sich in Dieskau in der Gemeinde Kabelsketal im Saalekreis in Sachsen-Anhalt östlich von Bruckdorf unmittelbar südlich der Bundesstraße 6 im Dieskauer Grund. Das Kriegerdenkmal steht unter Denkmalschutz, befand sich zunächst jahrzehntelang auf der Denkmalliste Halles, zu dem Bruckdorf seit 1950 gehört, wurde dort aber im September 2020 gelöscht und ist seitdem in der Liste der Kulturdenkmale in Kabelsketal mit der Erfassungsnummer 094 77147 als Kleindenkmal eingetragen.

## Lage und Funktion
Während sich die älteren Denkmäler von Bruckdorf und Dieskau im Ort bzw. der Ortsmitte stehen, befindet sich das Kriegerdenkmal unterhalb der Leipziger Chaussee im Dieskauer Grund zwischen Bruckdorf und Dieskau. Es steht gegenüber dem Haus Leipziger Chaussee 1 südöstlich von Bruckdorf jenseits der Reide auf der Gemarkung der Ortschaft Dieskau der Gemeinde Kabelsketal im Saalekreis. Im Denkmalverzeichnis Halle wurde es lange Zeit unter der Adresse Zieglerstraße angeführt und mit dem Zusatz „Ortsausgang Richtung Leipzig an der B 6“ versehen. Bei der Neueintragung im Jahr 2020 wurde der Eintrag in Dieskau, Leipziger Chaussee 09 korrigiert. 
Die damaligen Dörfer Dieskau, Bruckdorf, Canena und Zwintschöna gehörten zum Kirchspiel bzw. Pfarrbezirk Dieskau. Mit dem Kriegerdenkmal Dieskau soll an die Gefallenen des Ersten Weltkriegs aller Ortschaften des Pfarrbezirks Dieskau sowie des Amtsbezirks Dieskau erinnert werden.

## Bau und Gestaltung
Das Land auf dem das Kriegerdenkmal Dieskau errichtet wurde, stellte Curt von Bülow zur Verfügung. Als Material wählte man Haustein. Mit dem Bau begann man im Frühjahr 1928. Das Kriegerdenkmal wurde finanziert durch Spendensammlungen von Vaterländischen Verbänden angehörenden Vereinen.

„Nach jahrelanger, mühevoller Arbeit und reger Sammeltätigkeit der den vaterländischen Verbänden angehörenden Vereine sowie dank der Hilfsbereitschaft der Einwohnerschaft ist jetzt das Kriegerdenkmal fertiggestellt worden. Es soll am 24. Juni feierlich eingeweiht werden. Zahlreiche Vereine sind eingeladen […] Die Feier wird durch einen Umzug eingeleitet, der durch verschiedene Ortschaften führt. Der Empfang der auswärtigen Vereine findet am Tage der Einweihung am Bahnhof Dieskau statt. Die Schlußsteinlegung ist für den 15. Juni vorgesehen.“

Die Einweihung des Kriegerdenkmals Dieskau fand am 24. Juni 1928 statt.
Der Bau ist als Stele auf einem mehrstufigen Sockel, die von einem Eisernem Kreuz gekrönt wird, ausgeführt. Auf der Nordseite ist am Fuß der Stele eine Tafel mit einer nur noch teilweise zu erkennenden Inschrift über vier Zeilen angebracht:
Den gefallenen […]
Des Weltkrieges
1914 – 1918
Vaterländischen Verb[…].
Sein Äußeres ähnelt anderen Kriegerdenkmälern im Saalekreis, etwa dem Kriegerdenkmal Wallwitz oder dem von Richard Horn entworfenen und 1924 errichteten fast baugleichen Kriegerdenkmal Löbejün.